# 李將燮
李將燮（：／ Lee Jang-seop，1963年5月14日—），大韓民國自由派政治人物，第21屆國會議員。